# Riceland Foods
Riceland Foods Inc. ist ein kooperatives Vermarktungsunternehmen mit Sitz in Stuttgart (Arkansas). Riceland Foods ist der weltgrößte Reismüller und -vermarkter. Zudem werden Sojabohnen und Weizen verkauft. 9000 Landwirte aus Arkansas, Louisiana, Mississippi, Missouri und Texas sind Mitglieder. Riceland Foods hat 1900 Mitarbeiter und Getreidelagerkapazitäten von 2,5 Millionen Tonnen.